# Doelverdediger (voetbal)

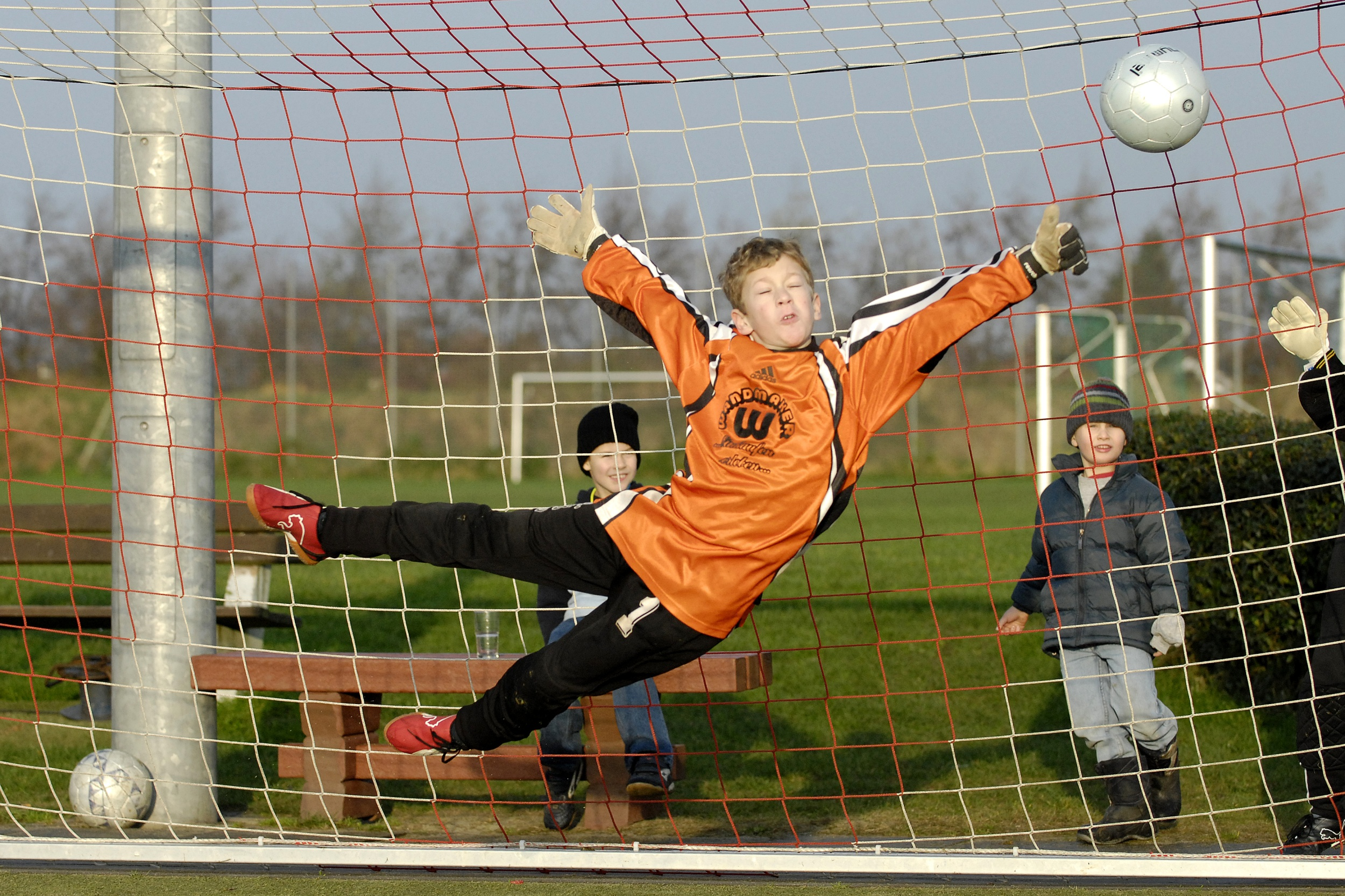
Een jonge doelman in actie

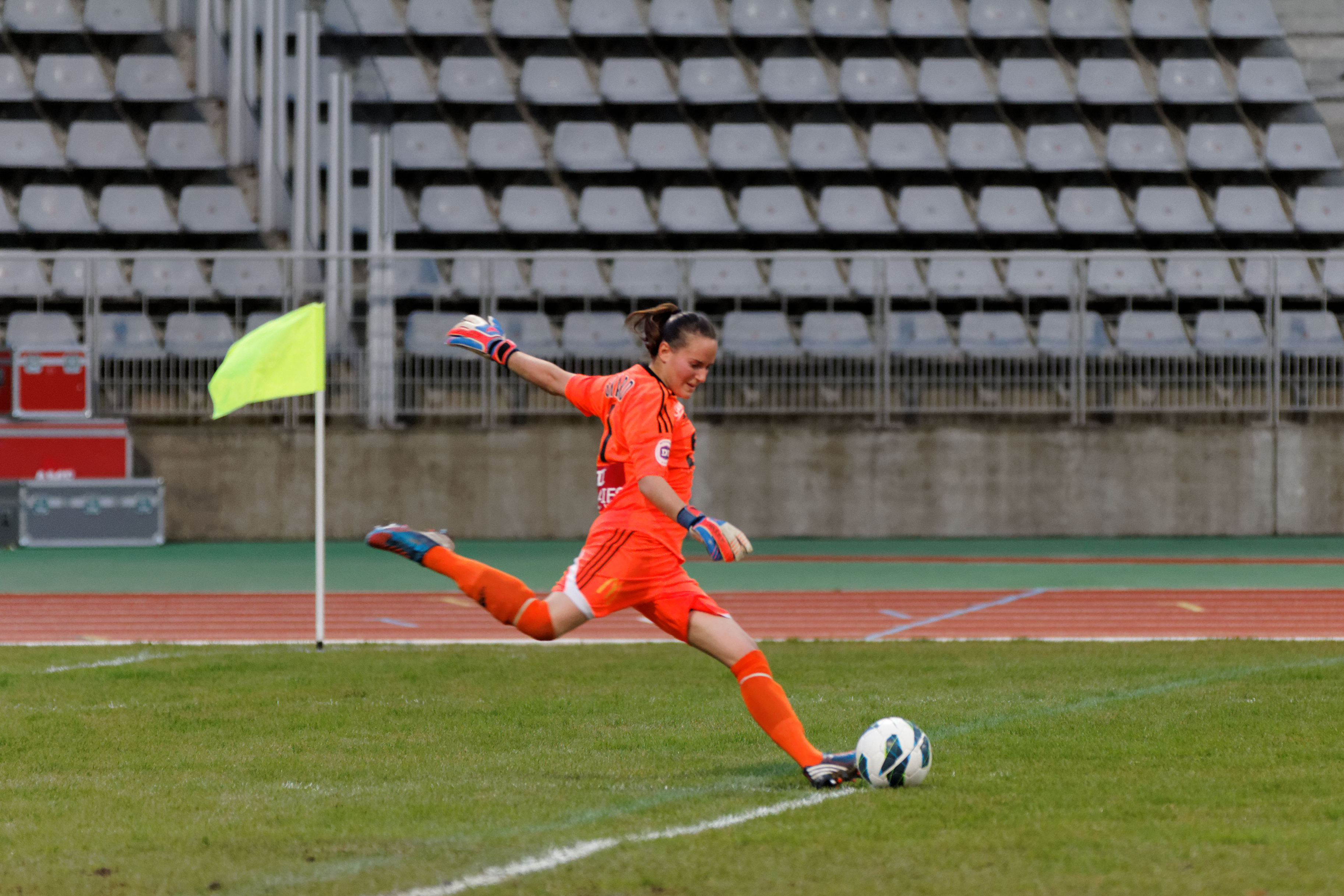
Doeltrap van Méline Gérard voor AS Saint-Étienne, 2012

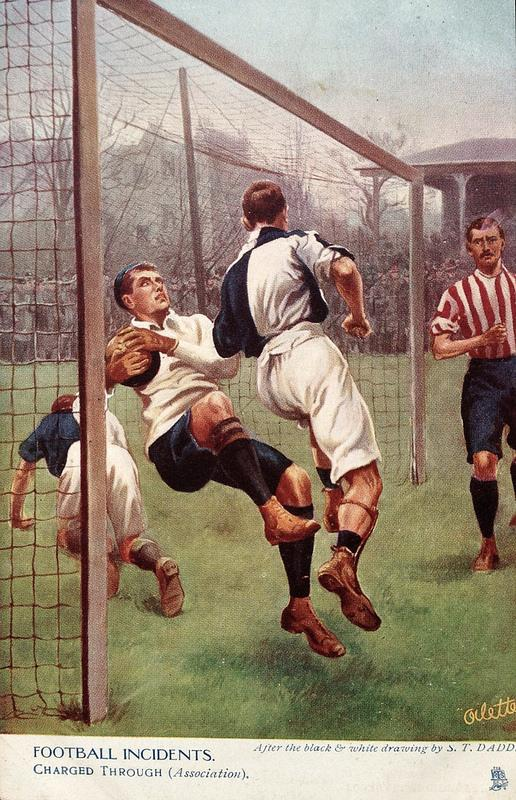
Een doelman wordt met de bal over de doellijn gedrukt; ansichtkaart uit 1905

De doelverdedig(st)er, doelman, doelvrouw of keep(st)er is bij voetbal de speler die moet voorkomen dat de bal in het doel terechtkomt. Elk team stelt één keeper op, die binnen het strafschopgebied de bal met de hand mag spelen. Daarom blijft de keeper gewoonlijk in of rond dat gebied.
In de ontwikkeling van het spel is het verschil tussen keepers en veldspelers groter geworden. In de 19e eeuw, toen voetbal zich nog aan het afsplitsen was van rugby, mochten alle spelers de bal met de hand spelen en verwees de aanduiding keeper meer naar de veldpositie en vaardigheid met de handen dan naar de reglementen, zie het kopje Regelwijzigingen. Een andere belangrijke ontwikkeling is het beperken van de terugspeelbal op de keeper in 1992 om het spel sneller en minder defensief te maken.

## Terminologie
- De termen doelverdediger en keeper worden in dit artikel genderneutraal gebruikt. Synoniemen in journalistieke teksten zijn goalie en sluitpost; verouderd is doelwachter. Keeper wordt soms afgekort tot keep, vooral in de combinatie vliegende keep.
- In de spelregels wordt de hele achterlijn aangeduid als doellijn.[1] In dit artikel houden we de gewoonte aan om alleen het deel tussen de doelpalen als doellijn aan te duiden.

## Handen
Sinds het seizoen 1992–1993 gelden de volgende regels: binnen het strafschopgebied mogen keepers de bal met de handen aanraken, behalve na een bewuste terugspeelbal met de voet. Buiten het strafschopgebied zijn keepers gelijk aan veldspelers, dus een keeper moet met een rode kaart van het veld als die de tegenstander een scoringskans ontneemt door de bal bewust met de handen aanraakt buiten het strafschopgebied. Als het geen serieuze kans is, trekt de voetbalscheidsrechter meestal geel. Ook een ingeworpen bal van een teamgenoot mag een doelman niet meteen met de handen aanraken. Wanneer de doelman ten onrechte een bal in het eigen strafschopgebied met de handen aanraakt, krijgt de tegenpartij een indirecte vrije schop.
Elke veldspeler mag tijdens een wedstrijdonderbreking van rol wisselen met de keeper, maar pas na toestemming van de scheidsrechter. Ook als de keeper het veld moet verlaten na een blessure of een rode kaart, krijgt de vervangende speler dezelfde privileges. Bij wereldkampioenschappen moet elk team minstens drie keepers hebben.

## Topkeepers
Er zijn acht doelmannen die de verkiezing voor Wereldkeeper van het jaar meerdere keren gewonnen hebben. Thibaut Courtois en Peter Schmeichel wonnen deze prijs tweemaal, José Luis Chilavert, Oliver Kahn en Walter Zenga driemaal en Gianluigi Buffon, Iker Casillas en Manuel Neuer vijfmaal. IFFHS hield ook een verkiezing voor de beste doelman van de twintigste eeuw. Deze werd gewonnen door Lev Jasjin, gevolgd door Gordon Banks en Dino Zoff.
De verkiezing voor Wereldkeeper van het jaar bij de vrouwen werd door drie doelvrouwen meerdere malen gewonnen. Christiane Endler was twee keer de winnares en zowel Sarah Bouhaddi als Hope Solo won viermaal.

## Positie en kwaliteiten
Tot 1912 mochten keepers de bal op het hele veld met de hand aanraken. Nu dit ingeperkt is tot het strafschopgebied blijft de keeper gewoonlijk dicht bij de goal. Er zijn wel individuele verschillen. Een keeper die door moed, spelinzicht en voetballend vermogen verder van de goal kan spelen wordt een meevoetballende keeper genoemd. Iemand die snelle reflexen en een goede oog-handcoördinatie heeft, schoten precies taxeert en goed reageert in de kleine ruimte, is een goede lijnkeeper. In het catenaccio moet een keeper strikt een lijnkeeper zijn, in vrijere opvattingen zoals het totaalvoetbal wordt meevoetballen gewaardeerd.
De keeper verlaat zijn positie soms als vliegende keeper of vliegende keep om in overtal te komen wanneer het team dringend een doelpunt nodig heeft. Het 'mee naar voren gaan' is zeldzaam en wordt vooral gedaan tegen het einde van de speeltijd, in de hoop dat de tegenpartij geen tijd zal hebben voor een counter. Stanley Menzo stond bekend als vliegende keeper.
Behalve het tegenhouden en wegwerken van ballen is het nemen van de doelschop gewoonlijk de taak van de keeper, zodat die een goede traptechniek en positie-inzicht moet hebben.

## Erkenning
Van een keeper die in een wedstrijd geen doelpunten toegestaan heeft zegt men dat hij de nul gehouden heeft; in het Engels heeft hij een clean sheet, het scoreformulier is schoon gebleven. Anderzijds wordt de zegswijze de keeper was de beste man van het veld soms gebruikt om een slechte wedstrijd te karakteriseren.
Veel competities, toernooien en andere organisaties loven keepersprijzen uit. Een greep:
| Prijs                          | Voor                               | Organisatie    | Bijzonderheden                                         |
| ------------------------------ | ---------------------------------- | -------------- | ------------------------------------------------------ |
| Beste FIFA-keeper              | Beste doelman wereldwijd           | FIFA           |                                                        |
| EFL Golden Glove               | Beste doelman in de EFL            | EFL            |                                                        |
| Europees keeper van het jaar   | Beste doelman in de UEFA           | UEFA           |                                                        |
| FIFA Gouden Handschoen         | Beste doelman op een WK-toernooi   | FIFA           | Uitgereikt sinds 1990; tot 2006 de Lev Yasjin-trofee   |
| FIFA Gouden Handschoen vrouwen | Beste doelvrouw op een WK-toernooi | FIFA           | Uitgereikt sinds 2003; tot 2007 de Beste keeper-trofee |
| Wereldkeeper van het jaar      | Beste doelman wereldwijd           | IFFHS          |                                                        |
| MLS Keeper van het jaar        | Beste doelman in de MLS            | MLS            |                                                        |
| MLS Redding van het jaar       | Beste redding in de MLS            | MLS            |                                                        |
| Premier League Golden Glove    | Beste keeper in de Premier League  | Premier League |                                                        |

## Uitrusting
Meestal heeft de doelman het rugnummer 1 en bij het wereldkampioenschap mogen veldspelers dit nummer niet dragen. De keepers dragen een ander tenue dan de veldspelers. Ze gebruiken gewoonlijk keepershandschoenen (het keren van een hard schot zonder handschoenen geeft veel kans op blessures), maar ze zijn niet verplicht. Bij het wereldkampioenschap in 1974 keepte Jan Jongbloed zonder handschoenen; hij was niet tevreden over het toenmalige materiaal en hij droeg alleen bij regen handschoenen.

## Regelwijzigingen
Hieronder een incompleet overzicht van spelregelwijzigingen en spontane aanpassingen die van belang zijn geweest voor keepers en doelpunten. Een aantal oude regels tonen de verwantschap tussen voetbal en rugby. Opmerkingen over de regels anno 2023 staan tussen blokhaken.
- 1865: De hoogte van het doel wordt aangegeven door een lint op 2,44 meter. Eerder was er geen markering en waren er veel conflicten rond doelpunten.
- 1866: De eerste buitenspelregel: een aanvallende voetballer mag alleen aangespeeld worden als de voorste teamgenoot verder van de achterlijn staat dan minstens drie verdedigers, waaronder eventueel de keeper.
- 1869: De doeltrap wordt ingevoerd.
- 1871: Veldspelers mogen de bal niet meer met de hand spelen. De keeper mag dat nog steeds op het hele veld en speelt vaak als vliegende keeper.
- 1875: In Sheffield wordt gespeeld met een doellat in plaats van een lint. [2023: lint en ander flexibel materiaal is verboden.][12]
- 1883: De rugbybal was al op zijn retour in het voetbal en wordt nu verboden, de bal is voortaan rond.
- 1890: Doelnetten worden ingevoerd. [2023: netten zijn niet verplicht.][12]
- 1891: De strafschop wordt ingevoerd.
- 1912:  Alleen in het strafschopgebied mogen keepers de bal nog met de hand raken, zij kunnen nu hands maken.
- 1913: Vrije trappen worden genomen van 9,15 meter in plaats van 7,20.
- 1920: De buitenspelregel geldt niet meer bij een ingooi.
- 1925: De buitenspelregel wordt versoepeld voor de aanvallende partij: er hoeven maar twee verdedigers dichter bij de achterlijn te staan.
- 1929: De keeper moet bij een strafschop op de doellijn staan tot de bal gespeeld is.
- 1990: De aanvallende partij hoeft niet meer verder van de achterlijn te staan dan twee verdedigers, maar mag op gelijke hoogte staan.
- 1992–1993: Vanaf dit seizoen mag de keeper de bal niet meer met de hand raken na een bewuste terugspeelbal vanaf de voet. De regel is op 25 juli 1992 ingevoerd om het spel sneller en aanvallender te maken. In de laatste jaren voor deze spelregelwijziging was de keeper de speler met de meeste balcontacten. Het WK 1990 was volgens Sepp Blatter een drama: In 1990 wilde men geen goals scoren, zo leek het bijna. Maar het doel van voetbal is naar voren gaan, scoren, niet verdedigen. De regel werd na een korte evaluatie ingevoerd door de FIFA nadat er in 1991 slechts in één toernooi mee was geëxperimenteerd, bij het Wereldkampioenschap onder 17.[13]
- 2019: Na een doelschop is de bal in het spel als die duidelijk bewogen heeft. Andere spelers mogen deze voortaan ook raken als de bal nog in het strafschopgebied is.[14]